# LOST CHILD
『LOST CHILD』（ロストチャイルド）は、たまソフトが2006年3月24日に発売したアダルトゲーム。

## 概要
「ヒーローになりたかった人に捧ぐ物語」のキャッチフレーズの通り、ダークな世界観を基調とした、美少女ゲームとしては珍しい「変身ヒーロー」もののアドベンチャーゲーム。数度に及ぶ長期間の延期（本来は2004年の発売予定だった）を経て発売された。
当初メインライターであった霊岳がダウンして、シナリオライターが枯草純に交代したことで、一部の伏線が回収しきれなかった事態になった。他にもライターが途中で変更された影響か、同一の用語であっても、公式サイトにおいて解説された意味とゲーム内での意味が食い違うものがある。
当初はさらに複雑な設定も用意されていたようであるが、伏線などと同様に実際に使用されることはなかった。設定の片鱗はオープニング映像からもわずかに読み取ることができる。
このゲームを基にした対戦型格闘ゲーム『PROJECT CERBERUS』がアーケードで稼働予定だったが、プラットホームをPSPに変更して2010年8月26日に発売した。

## あらすじ
西暦2024年、7年前に起きた大災害によって、雨が降り止まなくなった地方都市・南甲では、毎夜猟奇的な殺人事件が頻発していた。そこに暮らす学生・時任将路は、ある日、異形の怪物に襲われて瀕死の重傷を負うが、突如現れた謎の少女・藍に救われ、彼女との契約でアーミットと呼ばれる異形の姿に変身する能力を得る事で一命を取り留めた。だが、これを機に将路は、過酷な戦いに巻き込まれるのであった。

## 登場人物
時任 将路（ときとう しょうじ）
本作の主人公。身長：168cm、体重：59kg。
南甲府立朱雀学園に通うごく平凡な学生だったが、マガツカミに襲われたことで瀕死になり、左腕を失う。
命の危機を脱出するために藍と契約を交わしたことでアーミットとなり、以降様々な事件に巻き込まれていく。
左腕は藍の細胞によって補われており、そのために単体でも左腕のみをアーミットの姿に変えることができる。
藍（あい）
本作のヒロイン。身長：142cm、体重：38kg。B:70cm、W:52cm、H:74cm
レイリア。将路を救い、彼を数奇な運命へと導く。
感情に乏しく常識に欠けるが、将路の周囲の人間との交友を経て次第に人間らしい面を得ていく。
将路の左腕を自らの細胞で補ったため、契約前よりも身長が小さくなり、体格も幼くなった。
小崎 秀克（おざき ひでかつ）
身長：185cm、体重：78kg。
南甲府立朱雀学園3年生。将路よりも先にアーミットとなっており、豊富な戦闘経験を持つ。冷徹で口数は少ないが、好戦的。妹が1人いる。
アーミット自体としての強さ、経験の豊富さなどは他のアーミットを上回る。
恠（かい）
身長：163cm。B：88cm、W：58cm、H：90cm。
秀克と契約したレイリア。将路のクラス副担任教師。担当科目は、数学。
クールビューティーで、男子学生から人気を集めるが、全く意に介していない。頭脳明晰で博識、アーミット化を行わない状態での単体の戦闘力も高い。日常と戦闘の両面において秀克をサポートする。
安藤 文弥（あんどう ふみや）
身長：155cm、体重：46kg。
中性的な美貌を持つ少年。あることがきっかけで将路と関わりを持つようになる。
男娼の出身であり病を患っていたが、霧子との契約で一命を取り留める。
かつて男娼であった自分を汚れていると感じており、知られれば忌避されるのではないかと将路たちには隠している。
安藤 霧子（あんどう きりこ）
声：宝塚すみれ
身長：166cm。B：85cm、W：59cm、H：88cm。
文弥と契約したレイリア。 表向きは文弥の姉と称している。物静かでおっとりとした性格。いつも微笑んでいるが、レイリアの中でも際立って無口であり、滅多に口を開かない。
真島 颱斗（まじま たいと）
身長：175cm、体重：63kg。
がさつで喜怒哀楽が激しく負けず嫌い、と三拍子揃ったアーミットの男性。巨大企業『クサナギ』を敵視する。
物事を深く考えず感情のままに行動する非常に直情的な性格で、最終的には力押しでどうにかなると思っているが、正義感は強い。
聖（ひじり）
身長：153cm。B：78cm、W：60cm、H：85cm。
颱斗と契約したレイリア。レイリアにしては非常に人間らしく、姉御肌で明るい性格。思ったことをはっきりと口に出すタイプ。
実は颱斗とは契約の相性が悪く、レイリアとしての寿命を縮める結果となっているが、周囲には隠し、全くそんな素振りを見せないでいる。
大野 清（おおの しん）
身長：188cm、体重：70kg。
巨大企業『クサナギ』に属するエージェント。幼少の頃、体内にウテルスジェム移植しており、唯一単体でアーミットとなれる存在であるが、副作用として男性と女性の中間という半端な性別となっている。
精神的に安定しておらず、冷静な時には理知的な思考をするが、激怒した時には感情任せで行動する。
仲間 嵩（なかま こう）
「なんでも屋」と表現するべき仕事をしている青年。非常に戦闘力が高く、アーミットの力に近いものがある。
あることがきっかけで記憶喪失の少女・恵を保護する。かつて妹を失っており、どこかで恵と重ねて見ている。
後にフェンサーとの戦闘で瀕死の所を救われる形で恵と契約を行ない、アーミット・ネメシスとなる。
恵（めぐみ）
記憶が無く彷徨っていた所を、あるきっかけから嵩に保護された少女。
当初は子供らしい非常にわがままな性格をしているが、嵩との契約後は一気に将路達と同年齢くらいにまで成長し、落ち着いた性格となる。
実はレイリアであるが、レイリアとしては不良品で、強力だがアーミット化が解除されない可能性を孕んでいる。
また、恵の居た施設の研究員によると依存性が強いらしく、そのせいか嵩との契約後はそれまで以上に彼を求めるようになる。契約によって心身共に成長したこともあり、結果性的な関係を持つまでに至るが、それでも満足はできず、ネメシスとして完全に融合する。
草薙 幹夫（くさなぎ みきお）
クサナギグループの頂点に立つ男。科学者肌であり、7年前の『大災害』以降もある研究を続けている。

## アーミット
ケルベルス
将路と藍のアーミットとしての姿。巨大な左腕の爪「永遠に続く慟哭」と蹴りを武器に戦う。
非常にバランスが取れており、オールマイティな能力を持つ。
将路の左腕が彼本来のものでないせいか、左腕を自在に変形させることができる。
特定のアーティファクトは持たないが、左腕を他のアーミットのアーティファクトに模倣させることができる。
バーストケルベルス
ある場面で将路と藍が偶発的に強化能力「バースト化」を習得し、ケルベルスがバースト化した姿。以降ケルベルスはバーストケルベルスとして活動する。
フォルムが大幅に変化し、ケルベルスよりも有機的で禍々しい姿となっているほか、左腕全体が更に肥大化し、新たに飛行能力を得ている（ただしノーマル時の戦闘中、ある必殺技の演出で羽を生やし飛行しているシーンが存在する）。
エーテルの消費量を度外視すれば、100キロ超の物体を持ち上げて飛行することすら可能なほどのパワーを持つ。
フェンサー
秀克と恠のアーミットとしての姿。炎の力を持ち、剣状アーティファクト「デュプレの刃」と両腕に仕込んだ刃が主な武器。
連続攻撃と空中殺法を軸とした白兵戦を得意とし、非常に戦闘力が高い。
反面防御力に難があるようだが、圧倒的な強さがそれを感じさせない。
他のアーミットとは違い、契約者主導に操作系が調整されているため、レイリアはオペレーションだけが主な任務となっている。
バーストフェンサー
クラフティハンツマンとの戦闘の際、秀克と恠が意図的にバースト化を発動し、フェンサーがバースト化した姿。以降フェンサーはバーストフェンサーとして活動する。
フォルムが大幅に変化し、フェンサーよりも鋭く刺々しい姿となっているほか、両膝には着脱・連結可能な1組の刃を得ている。
ノーマルのフェンサー時に両腕に仕込んでいた刃は喪失したのか、使用する描写は存在しない。
スレッジハマー
颱斗と聖のアーミットとしての姿。雷の力を持ち、両の拳と雷撃、身の丈を超える槌状アーティファクト「トールの鉄槌」を主な武器として戦う。
パワーは全アーミット中最強だが機動力に難があり、得手不得手がはっきりしている。
力任せの白兵戦において最も力を発揮する。
操作系統が至って単純なシステムで成り立っているので、非常時にも臨機応変に動く事が可能。
クラフティハンツマン
清のアーミットとしての姿。銃による射撃攻撃を得意とする。アーティファクトは「シャミノの長弓」で、標的を追尾する能力を持つ。
ロングレンジ戦を旨とするが、近距離戦闘も腰に備えた二挺拳銃を巧みに操ることで難なくこなす。何故か顔面部の右半分のみを覆う仮面が付いている。
レイリアが不要のため、操作系は非常に合理的に構成されている。そのため、状況によって能力に受ける影響が少ない。平均的に見ればフェンサーを凌ぐ面もある。
ランブリングフェザー
文弥と霧子のアーミットとしての姿。飛行能力を持ち、機動力が高い。アーティファクトは「奔放なる双翼」で、トリッキーな攻撃を得意とする。
上空からレーザーの雨を降らせる、分身する、姿を消すように見せるなど、多角的な攻撃を行う。
非常に機動性に優れた反面、打たれ弱いのが難点。操作系も非常に複雑になっているため、レイリアとの関係性に能力を左右される。
ネメシス
嵩と恵のアーミットとしての姿であるが、作品内では他の契約者たちの誰もが正体を知らない謎のアーミットとして登場する。
非常に高濃度のエーテルで稼動しており、体術、多機能なアーティファクト「罪と罰」による格闘や射撃など、全ての面において圧倒的な能力を持つ。
空間圧縮や重力を自在に操るグラヴィティコントロールといった特殊能力を持ち、アーティファクト発動時には直径1メートル程のブラックホールを生成することが可能。
恵のレイリアとしての問題から融合が解除されないリスクはあるものの、バーストケルベルスですら退けるほどの戦闘力を持つ。
最終的に嵩と恵はネメシスとして完全に融合。融合以降は2人の精神は幼児のレベルまで退行し、将路たちとは子供の遊びであるかのように振舞いながら戦闘を行った。
開発段階では幼児退行の予定はなかったのか、トレイラーなどのムービーでは攻撃時に嵩が実年齢相当の掛け声を出す。

## 用語
マテリアル界
人間たちの暮らす世界のことを指す。
エセリアル界
マテリアル界と鏡写しのように存在する世界。マテリアル界とは時間の進み方が異なり、未来から過去へと時間が流れている。
マテリアル界でエーテル化した物質はエセリアル界を経由し、エーテル化より過去の時点のマテリアル界に現出する。
エーテル
エセリアル界に充満する物質で、マテリアル界では様々な形で発現する。
レイリア
人間と同じ姿をしている生命体で、女性にあたる性別の個体しか存在しない。
適性を持つ者と「バインド」と呼ばれる契約を結ぶことで、細胞や生命を共有する関係となる。
また、エーテルの循環も可能となり、契約者に「アーミット」と呼ばれる装甲体を纏わせることもできる。
契約者と離れるとエーテル循環が不可能となり、契約者が死亡すると同時に生命活動を停止する。
生命維持にはエーテルが必須で、循環によってエーテルを得るためにも長期間にわたり契約者と離れることはできない。
エーテル循環が行えなくなると肉体の結晶化が始まり、数か月と経たず全身が結晶化し死に至る。
契約には肉体の欠損の修復・病の治癒といった副次的な作用がある。
アーミット
装甲状のエーテル結晶体。契約者とレイリアが融合することで纏うことが可能になる。
非常に強力な能力を得ることができ、兵器として見ても凄まじい破壊力を持つが、アーミットを纏うことは使用者に強い負担を与える。
なお、本編中の描写では、アーミットは装着して「動く」というより「動かす」「操縦する」というニュアンスを用いて表現されており、ある程度はレイリア側に補佐できるものの、自在に活動するには契約者にある程度の習熟が必要であると解説されている。
ただし各アーミットごとにレイリアの補佐の度合いは異なり、各種行動を補佐するものからオペレートだけを行うものまで様々である。
アーティファクト
アーミットの振るうエーテル結晶の武器。契約者とレイリアによって様々な形態が存在する。
マガツカミ
人知れず発生している異形の怪物。会話が出来る程度の知性はあり、さらには人間を襲う危険な存在。
発生の原因の全ては明らかでないが、人間が変異することで発生する固体が存在する。
ヴァンガード
人間を様々な極限状況での活動を可能にし、兵器としても転用することを目的とした計画、およびその成果の名称。
生物かすら定かではないものの、ケルベルスに酷似し、全身を白で染め上げた姿をしている。
量産アーミットとでも言うべき能力を持つ。アーミットには単体でこそ能力的に劣るものの大量に存在し、能力差を補って余りある物量で圧倒する。
バースト化
エーテルの循環速度を爆発的に速めることで、一時的にアーミットの性能を高める強化能力。
設定上バースト化は一時的な強化能力であり、莫大なエーテルを消費するため時間制限があるようだが、戦闘におけるペナルティはなく、劇中において表現されることは少ない。
劇中でバースト化することはなかったアーミットにも、各バーストのデザイン自体は存在する。
ウテルスジェム
高濃度のエーテル体。レイリアが体内に持ち、これを失うとレイリアは死亡する。物語の鍵のひとつ。

## スタッフ
- シナリオ - 霊岳、枯草純
- 原画 - 長浜めぐみ、凪良
- 音楽 - 細井聡司、埼玉最終兵器、kt2

## 主題歌
OPテーマ「魂の慟哭」
歌：MW（片霧烈火・霜月はるか）
EDテーマ「この世の果て」
歌：MW（片霧烈火・霜月はるか）
EDテーマ「百の想い」
歌：MW（片霧烈火・霜月はるか）
挿入歌「月の眼の少年」
歌：片霧烈火